# Recovery (álbum de Confide)
Recovery es el segundo álbum de larga duración de la banda metalcore estadounidense Confide, lanzado el 18 de mayo de 2010 a través de Tragic Hero Records

## Antecedentes
El álbum fue grabado en el invierno de 2009 en The Foundation Studios by Joey Sturgis. Recovery fue el último álbum de la banda antes de la disolución en noviembre de 2010.

## Lista de canciones
Recovery

| Bonus Tracks: |                                                               |          |  |
| N.º           | Título                                                        | Duración |  |
| 1.            | «When Heaven Is Silent»                                       | 2:56     |  |
| 2.            | «Tighten It Up»                                               | 3:29     |  |
| 3.            | «The View from My Eyes»                                       | 3:38     |  |
| 4.            | «Now or Never»                                                | 3:26     |  |
| 5.            | «Delete, Repeat»                                              | 2:44     |  |
| 6.            | «My Choice of Words»                                          | 3:35     |  |
| 7.            | «People Are Crazy»                                            | 2:50     |  |
| 8.            | «Barely Breathing»                                            | 3:44     |  |
| 9.            | «80B»                                                         | 3:15     |  |
| 10.           | «Tell Me I'm Not Alone» (feat. Brandon Wronski de Eye Alaska) | 3:22     |  |
| 11.           | «Write This Down»                                             | 3:16     |  |

Pistas adicionales
| N.º | Título            | Duración |  |
| 12. | «Burning Bridges» | 2:49     |  |
| 13. | «Real Life»       | 3:08     |  |

## Músicos
- Ross Michael Kenyon - voz principal, gutural
- Jeffrey Helberg - guitarrista rítmico
- Joshua Paul - guitarrista principal
- Trevor Vickers - bajista
- Joel Piper - baterista, voz melódica

Notas adicionales
- Todas las letras escritas por Kenyon y Piper
- Brandon Wronski - vocalista invitado en "Tell Me I'm Not Alone"
- Tom Denney - coletrista de "The View from My Eyes",  "Now Or Never" y "Barely Breathing"
- William «Billy» Pruden - coletrista
- Álbum está dedicado a Stewart Teggart, 1966-2010.

- Datos: Q3284009